# Хаменеи, Али
Сейе́д Али́ Хосейни́ Хаменеи́ (перс. سید علی حسینی خامنه‌ای‎ МФА: [sejˈjed ʔæˈli hosejˈni xɒmeneˈʔi]о файле; род. 19 апреля 1939[…], Мешхед, Шаханшахское Государство Иран) — иранский религиозный, духовный, государственный, политический, военный и общественный деятель. Второй Высший руководитель (Рахбар) Ирана и Главнокомандующий Вооружёнными силами Ирана с 4 июня 1989 года по настоящее время. Третий президент Ирана (1981—1989). Один из ближайших соратников лидера Исламской революции, Великого аятоллы Рухоллы Хомейни.
Как Высший руководитель, Хаменеи является самой могущественной политической фигурой в Иране. Он является главой государства Иран, главнокомандующим его вооружёнными силами, может издавать указы и принимать окончательные решения по основным направлениям политики правительства во многих областях, таких как экономика, окружающая среда, внешняя политика и национальное планирование в Иране. Хаменеи имеет прямой или косвенный контроль над исполнительной, законодательной и судебной ветвями власти, а также над вооружёнными силами и средствами массовой информации. Все кандидаты в Совет экспертов, на пост Президента Ирана и в Меджлис (парламент) проходят проверку в Совете стражей конституции, члены которого прямо или косвенно выбираются Высшим руководителем Ирана. Были также случаи, когда Совет стражей отменял свой запрет на определённых людей после приказа Хаменеи.

## Биография
Родился 19 апреля 1939 года в Мешхеде (Иран), и был вторым из восьми детей в семье. Принадлежит к сеидам, потомкам исламского пророка Мухаммеда. СМИ считают его этническим азербайджанцем. Его дед, аятолла Сейед Хоссейн, был видным священнослужителем в Иранском Азербайджане, в частности в Хиабани и Тебризе, а затем перебрался в Ирак, в священный для мусульман-шиитов город Эн-Наджаф. Его отец, аятолла Сайед Джавад Хосейни Хаменеи, являлся учителем медресе, позже — членом городской улемы Мешхеда. Он скончался в возрасте 93 лет. Мать, дочь ходжат-оль-ислама, была родом из Йезда (скончалась в Мешхеде в 1989 году в возрасте 76 лет). Его тётя приходилась супругой шейху Мохаммаду Хиябани, возглавившему в 1920 году в Иранском Азербайджане национально-освободительное движение, направленное против шахского владычества.
В Мешхедской шиитской духовной академии (Хауза) его наставниками были Хадж Шейх Хашем Газвини и Аятолла Милани. В 1957 году он перебрался в теологическую школу в Наджафе, а на следующий год — в Куме, где учился теологии до 1964 года. В Куме он познакомился с аятоллой Хусейном Боруджерди а также с Рухоллой Хомейни. Радикальные взгляды Хомейни оказали сильное влияние на Али, он начал активную антишахскую деятельность. В 1964 году Хомейни был выслан из Ирана, а Али был арестован САВАК в Бирдженде, однако вскоре был отпущен и вновь вернулся в Мешхед. С 1963 по 1975 год он попадал в тюрьму ещё пять раз, проведя в заключении в общей сложности несколько месяцев.

## Исламская революция и президентство
Али Хаменеи был одним из ключевых деятелей Исламской революции и близким соратником Хомейни, войдя после революции в состав высшего временного органа власти страны — Революционного совета. Тогда же им была создана газета Джомхури-е эслами («Исламская республика»).
После победы Исламской революции в 1979 году Хаменеи был назначен имамом (руководителем) пятничной молитвы (фактически — еженедельная общегосударственная политинформация в Тегеране). Сменил на этом посту ушедшего в отставку великого аятоллу Монтазери. Стал одним из основателей Исламской республиканской партии (ИРП), с самого начала вошёл в состав Центрального совета ИРП. В 1979 году занимал пост заместителя министра обороны в правительстве Абольхасана Банисадра и некоторое время возглавлял Корпус Стражей Исламской революции. В 1980 году был назначен личным представителем Хомейни в Высшем Совете обороны и в вооружённых силах страны. В марте 1980 года избран депутатом меджлиса. Неоднократно посещал фронты ирано-иракской войны в качестве представителя парламентского комитета по обороне.
27 июня 1981 года леворадикальная партизанская организация Форкан (первоначально предполагалось, что Моджахедин-е Халк), развернувшая вооружённую борьбу против нового иранского режима, предприняла неудачную попытку убийства Али Хаменеи. На пресс-конференции рядом с ним разорвалась спрятанная в магнитофоне бомба, в результате чего он был ранен и у него перестала работать правая рука. Через два месяца после этого покушения Моджахедин-е Халк осуществила взрыв в здании канцелярии главы правительства, в результате которого погибли президент страны Мохаммад Али Раджаи, премьер-министр Мохаммад Джавад Бахонар и ещё несколько человек. 1 сентября 1981 года избран генеральным секретарём ИРП вместо погибшего М. Д. Бахонара.
На внеочередных октябрьских президентских выборах 2 октября 1981 года получил 95 % голосов и стал первым представителем духовенства на посту президента. Изначально основатель Исламской республики аятолла Хомейни предполагал, что президентом Ирана может быть только человек со светским образованием (какими были экономист Банисадр и педагог Раджаи), но ввиду чрезвычайной популярности Хаменеи и его склонности к военному делу он пересмотрел свои взгляды. Премьер-министром стал Мир-Хосейн Мусави, чья бабушка приходилась сестрой отцу Али Хаменеи. С санкции Хомейни Али Хаменеи сохранил за собой пост генерального секретаря ИРП.
| Кандидат                   | Голоса     | %      |
| -------------------------- | ---------- | ------ |
| Али Хаменеи                | 16 003 242 | 95,02  |
| Али Акбар Парвареш         | 342 600    | 2,03   |
| Хасан Гафурифард           | 78 559     | 0,47   |
| Реза Завареи               | 62 133     | 0,37   |
| Недействительные бюллетени | 356 266    | 2,12   |
| Всего:                     | 16 841 800 | 100,00 |

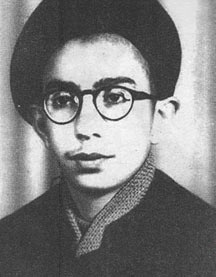
Али Хаменеи в молодости

Сразу после избрания Хаменеи президентом в Иране начались репрессии против контрреволюционных сил, ставшие ответом на партизанскую и террористическую деятельность, особенно активную в западных провинциях. Хаменеи призвал устранить «отклонения от курса, либерализм и про-американизм». Тысячи членов анти-исламской оппозиции были казнены революционными судами.
Возглавлял страну в течение практически всей ирано-иракской войны. При нём Корпус Стражей Исламской революции эволюционировал из народного ополчения в элитную гвардию, за что Хаменеи заработал популярность среди военных.
16 августа 1985 года состоялись президентские выборы, победу на которых вновь одержал Али Хаменеи, набравший 85 % голосов.

## Высший руководитель

### Избрание
Лидер Исламской революции аятолла Рухолла Мусави Хомейни скончался 3 июня 1989 года. На следующий день собрался Совет экспертов и после 20-часового заседания 60 голосами из 74 присутствующих членов Совета Али Хаменеи был избран Высшим руководителем (Рахбаром) Ирана. Его кандидатуру выдвинул Садек Хальхали, известный как «судья-вешатель». Изначально аятолла Али Мешкини, аятолла А.-К. Мусави Ардебили и аятолла М. Реза Гольпайгани предложили Совету экспертов сменить единоличный пост Высшего руководителя на Высший Совет, проголосовав сразу за троих. После того, как Совет экспертов отказал им, аятолла Гольпайгани выставил свою кандидатуру самостоятельно, но проиграл Али Хаменеи.
Принцип главенства исламского шиитского духовенства в государственном управлении, который лежит в основе иранского государственного устройства, называется Велаят-е Факих (перс. ولایت فقیه‎, дословно — «опека законоведа»). В данных условиях ни одно решение не вступает в силу, не будучи одобренным Высшим руководителем (Вали-е Факих). Даже демократически избранный кандидат на тот или иной пост требует утверждения Высшим руководителем.
Хаменеи значительно расширил влияние Высшего руководителя, передав ему (то есть себе) некоторые президентские полномочия, связанные с контролем работы меджлиса, президентской администрации, совета министров, судебной системы, Корпуса Стражей Исламской революции, средств массовой информации, вооружённых сил, разведки, полиции, а также различных негосударственных организаций, фондов, советов и бизнес-сообществ.
На момент смерти Хомейни Али Хаменеи не имел даже титула аятоллы, тогда как Конституция Ирана требовала, чтобы на посту Высшего руководителя был марджа (великий аятолла) («тот, кому следует подражать», интерпретатор ислама). Аятолла Хомейни не был доволен кругом потенциальных кандидатов в свои преемники, поэтому за три месяца до кончины он назначил комиссию по пересмотру конституции таким образом, чтобы Высшим руководителем мог стать «любой эксперт в исламском праве и обладающий приемлемыми управленческими умениями». К 4 июня поправка к Конституции ещё не была одобрена на референдуме (всенародный плебисцит состоялся 28 июля), поэтому, избрав Хаменеи, Совет экспертов формально назначил его временным руководителем до вступления в силу поправок. Хаменеи получил титул марджи лишь в 1994 году. После кончины Мохаммада Али Эраки, носившего этот титул, Сообщество руководителей духовных семинарий Кума объявило марджей Али Хаменеи. При этом некоторые аятоллы выступили против, в их числе было 4 марджи, среди которых — Мохаммад аль-Хусайни аль-Ширази. Хотя для того, чтобы получить этот титул, достаточно согласия лишь нескольких аятолл, Хаменеи отказался быть марджей для иранцев, приняв титул марджи для шиитов за пределами Ирана.

### Фетва против создания ядерного оружия
Хаменеи издал фетву, в которой говорилось, что производство, накопление и применение ядерного оружия запрещено исламом. В августе 2005 года фетва прозвучала в официальном заявлении иранского правительства на заседании МАГАТЭ в Вене. Однако группа бывших иранских дипломатов заявила, что Хаменеи в разговоре с представителями служб безопасности и разведки Ирана сказал, что изданная им фетва не запрещает мусульманам ИРИ разрабатывать ядерное оружие. Влияние и исполнение фетвы оказались под вопросом и по ряду других причин: вероятности того, что она была выпущена в рамках шиитской доктрины «такия» (форма дозволенного в интересах защиты веры), или того, что Хаменеи может изменить или и вовсе отменить её в будущем — тем более, что такой случай в истории уже был, когда Верховный лидер Хомейни во время ирано-иракской войны отменил свою фетву против оружия неизбирательного действия и приказал возобновить разработки такого оружия, в том числе и ядерных бомб.

## Внутренняя политика
Али Хаменеи традиционно считается лидером консервативного движения Ирана. В то же время он оказывает большую поддержку научному прогрессу. Он был среди первых представителей исламского духовенства, одобривших исследования в области стволовых клеток и терапевтического клонирования. Хаменеи уделяет большое внимание развитию атомной энергетики. По его словам, «запасы нефти и газа небезграничны».
Хаменеи выступает за ускорение темпов приватизации экономики. В 2004 году была пересмотрена статья 44 Конституции Ирана, согласно которой объекты инфраструктуры должны находиться лишь в государственной собственности.

## Внешняя политика

### США
Резкая критика США является неотъемлемой частью любых публичных выступлений Хаменеи. Он критикует американское руководство за империалистическую политику на Ближнем Востоке, за поддержку Израиля, агрессию против Ирака.

### Израиль и Палестина
Хаменеи рассматривает Израиль как незаконный оккупационный режим. Таким образом, он поддерживает нежелание палестинцев признавать Израиль как государство. По словам Хаменеи, «если кто-либо в исламском мире совершит эту ошибку и официально признаёт этот угнетательский режим, помимо того, что он навлечёт на себя позор и презрение, тот совершит также тщетную акцию. Потому что этот режим долго не протянет». Неоднократно высказывал сомнения в реальности Холокоста.

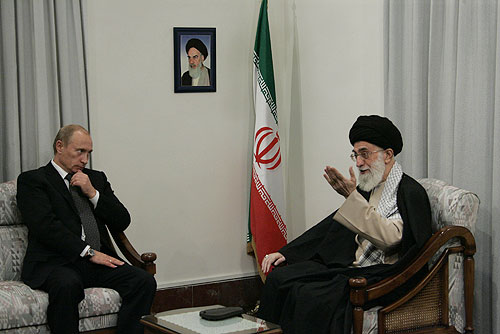
В. Путин и Хаменеи, 16-17 октября 2007 года

Путь решения палестинского вопроса заключается, по мнению Хаменеи, «в проведении референдума среди палестинского народа, всех тех, кто был изгнан из Палестины, которые скитаются в Ливане, Иордании, Кувейте, Египте и других арабских государствах. Они должны вернуться на родину, в свои дома. А также те, которые были в Палестине до 1948 года, как мусульмане, так и христиане и иудеи. Среди них следует провести референдум. Они должны будут в ходе всеобщего референдума избрать господствующий над Палестиной порядок».

## Личная жизнь
Али Хаменеи женился в 1964 году на Ходжасте Хаменеи, в браке с которой родились четыре сына (Моджтаба, Мустафа, Масуд, Масьям) и две дочери (Бошра и Хода). Сын Моджтаба женился на дочери Голям-Али Хаддад-Аделя, занимавшего в своё время пост председателя меджлиса. По словам Хаддад-Аделя, Хаменеи ведёт «аскетичный образ жизни».
Двоюродный брат Хаменеи Али Техрани в 1981 году бежал в Ирак и вёл активную пропаганду против иранского руководства. Позднее к нему присоединилась и родная сестра Хаменеи.
Хаменеи свободно владеет персидским, азербайджанским и арабским языками. Немного говорит по-английски. Перевёл несколько книг с арабского. Увлекается персидской поэзией. В юности увлекался футболом, сегодня в свободное время предпочитает пешие горные прогулки.

### Книги и исследовательская деятельность
1. «Общий план исламского мышления в Коране»;
2. «О глубине намаза»;
3. «К вопросу о терпении»;
4. «Четыре главные книги о науке о деятелях»;
5. «Велаят»;
6. Доклад на тему «Историческая справка и нынешнее положение научной духовной семинарии Мешхеда»;
7. «Биография шиитских Имамов» (не напечатано);
8. «Пишвае Садек»;
9. «Единство и партийность»;
10. «Искусство с точки зрения аятоллы Хаменеи»;
11. «Правильное понимание религии»;
12. «Фактор борьбы в жизни Имамов»;
13. «Дух единобожия; отрицание поклонения кому-либо помимо Бога»;
14. «Необходимость возвращения к Корану»;
15. «Жизненный путь Имама Саджада»;
16. «Имам Реза и заместительство халифа»;
17. «Культурное нашествие»;
18. «Хадис-е велаят» (сборник выступлений и посланий; до сих пор в свет вышло 9 томов) и другие книги и исследовательские работы.

### Переводы
1. «Мир Имама Хусана», автор Рази Але Ясин;
2. «Будущее в пределах Ислама», автор Сайид Кутб;
3. «Мусульмане в освободительном движении Индии», автор Абдольманам Намри Насри;
4. «Заявление против цивилизации Запада», автор Сайид Кутб.
5. «Сегодня терроризм — наша общая беда»[43]
6. «Решение проблем в эффективном и революционном управлении»[44]

### Видеоматериалы
- Али Хаменеи после покушения в 1981 году.
- Избрание Али Хаменеи Рахбаром в 1989 году.
- Али Хаменеи на горной прогулке.
- Имам Хаменеи на параде.
- Али Хаменеи выступает перед своими сторонниками на азербайджанском языке.
- Хаменеи с азербайджанским населением.
- Хаменеи в Тебризе.
- Сеид Али Хаменеи. Детей дома учите говорить по тюркски.
- Хаменеи выступает на арабском языке.